# Wostocznyj Post
Wostocznyj Post (ros. Восточный Пост) – przystanek kolejowy w miejscowości Briańsk, w obwodzie briańskim, w Rosji. Położony jest na linii Moskwa – Briańsk – Kijów, w obrębie stacji Briańsk Lgowski, przy jej lokomotywowni.